# Johann Häfelin
Johann Häfelin (auch Johann Haefelin; * 1908; † nach 1971) war ein Schweizer Meteorologe.

## Leben
Häfelin promovierte 1946 an der Universität Genf mit einer Arbeit über die Dispersion und Absorption von Isobutylalkohol im Hochfrequenzbereich. Er war langjähriger Chef/Leiter des Wetter(prognose)dienstes der Schweizerischen Meteorologischen Anstalt in Zürich.
In der Neuen Zürcher Zeitung veröffentlichte Häfelin 1949 einen zweiteiligen Bericht über künstlichen Regen. 1954 veröffentlichte Häfelin in der Schweizer Volks-Buchgemeinde eine „Darstellung für jedermann“ des Wetters und der Wetterprognose mit dem Titel Im Reich der Wolken und Winde. 1960 befasste er sich mit der Gliederung der Schweiz in Wetterprognosenbezirke.
1972 bearbeitete Häfelin nach den Vorschriften der Weltorganisation für Meteorologie internationale Codes für die Übermittlung von Wettermeldungen: die Codes von Paris 1946 und Washington 1947, die am 1. Januar 1949 eingeführt und am 1. Januar 1955, 1960, 1964, 1968 und 1972 revidiert wurden. 1974 veröffentlichte er für die Schweizerische Meteorologische Anstalt ein Buch über die „Entwicklung des schweizerischen Wetterdienstes seit seinen Anfängen bis zur Inbetriebnahme der elektronischen Datenverarbeitungsanlage im Jahre 1974“ mit dem Titel Vom Telegraph zum Computer.
Häfelin trat auch im Schweizer Fernsehen auf. 

## Werke
- Im Reich der Wolken und Winde. Wetter und Wetterprognose. Eine Darstellung für jedermann. Schweizer Volks-Buchgemeinde, Luzern 1954.
- Vom Telegraph zum Computer. Entwicklung des schweizerischen Wetterdienstes seit seinen Anfängen bis zur Inbetriebnahme der elektronischen Datenverarbeitungsanlage im Jahre 1974. Schweizerische Meteorologische Zentralanstalt, Zürich 1974.